# NGC 2827
NGC 2827 este o galaxie spirală situată în constelația Linxul. A fost descoperită în 13 martie 1850 de către William Parsons, 3rd Earl of Rosse⁠(d).